# Мутаротація
Мутарота́ція (від лат. muto «змінюю» та лат. rotatio «обертання») — самовільна зміна величини обертання площини поляризації світла, притаманна свіжовиготовленим розчинам деяких оптично активних сполук. IUPAC дає дещо більш обмежене визначення: самовільна зміна величини обертання площини поляризації світла, яка супроводжує епімеризацію. Каталізується кислотами та основами.
Зміна оптичного обертання розчинів, пов'язана з епімеризацією, зокрема при геміацетальному атомі С при встановленні таутомерної рівноваги між ациклічними альдозою або кетозою та їх ізомерами у фуранозній або піранозній формах, швидкість якої каталізується кислотами та основами.
Мутаротація властива моносахаридам, відновлювальним полісахаридам, лактонам тощо. Найвідоміший приклад — мутаротація свіжого розчину глюкози, що пояснюється встановленням такої рівноваги:
Тверда фаза складається з β-форми, а у водному розчині в рівновазі присутні 38 % α-форми та 62 % β-форми. Оскільки ці дві форми є діастереомерами, вони характеризуються різним значенням питомого обертання площини поляризації. На встановлення такої рівноваги потрібен певний час, протягом якого оптична активність розчину змінюється.
Інші приклади мутаротації, які вже не підпадають під визначення IUPAC, можуть бути зумовлені утворенням діастереомерів внаслідок ізомеризації за подвійним зв'язком (цис-транс- чи E-Z-ізомерія) або навіть внаслідок входження оптично активної сполуки до хімічної реакції (в цьому випадку, на відміну від інших, процес може бути необоротним).